# Institute for Indian Mother and Child
Das Institute for Indian Mother and Child (IIMC) ist eine indische Nichtregierungsorganisation mit Haupttätigkeit und Hauptsitz in Kalkutta, Indien. 1989 wurde IIMC von dem indischen Arzt Sujit Kumar Brahmochary gegründet, um den Ärmsten der Armen in Kalkutta und Umgebung zu helfen und die Lebenssituation dieser Menschen nachhaltig zu verbessern. Vor allem das Wohl der Mütter und Kinder und die Unterstützung der Frauen auf dem Weg zu mehr Selbstbestimmung stehen im Mittelpunkt.

## Haupttätigkeit im Überblick
- 1. Medizinisches Programm
  - - 1 Indoor Klinik mit 20 Kinderbetten
  - - 5 Outdoor-Kliniken
  - - Gesundheitsberatung und Unterricht für 50.000 Frauen
  - - Net-Work mit 40 anderen NGOs

2. Bildungs-Programm
- - - 2500 Schüler werden finanziell unterstützt
  - - 20 Schulen wurden von IIMC gebaut, in denen mehr als 4000 Schüler lernen

3. Wirtschafts-Programm
- - - Mikrokredite für über 25.000 Frauen
  - - Landwirtschafts-Projekte
  - - berufliche Aus- und Weiterbildung für Frauen
  - - Unterkunft für Obdachlose
  - - Abwasserentsorgung

## Anfang
Das Institut für indische Mütter und Kinder ist eine Nichtregierungsorganisation.
Das IIMC-Projekt wurde mit dem Ziel gegründet, den ärmsten Menschen im Distrikt 24 Parganas im Süden von Kalkutta Zugang zu medizinischer Versorgung zu ermöglichen. Heutzutage hat sich das Projekt erweitert, sodass die Menschen nicht nur Zugang zur medizinischen Versorgung haben, sondern auch zu Schulbildung, Gesundheitsberatung, Patenschaften, Landwirtschaftsprojekten und Kleinkreditsystemen.

## Zielsetzung und Mission
IIMC möchte die Situation für die armen und benachteiligten Menschen verbessern. Hauptziel ist die medizinische Versorgung von Müttern und ihren Kindern, der Zugang zur Bildung, die wirtschaftliche Entwicklung und die Festigung von Frieden und Solidarität in der Gesellschaft.

## Gründer
Der Gründer absolvierte sein Studium in Kalkutta und erhielt eine Facharztausbildung in Kinderheilkunde in Belgien durch die Unterstützung eines Stipendiums des Bengalischen Roten Kreuzes. Er kehrte nach Kalkutta zurück und wurde zunächst medizinischer Direktor von Mutter Teresa. Mutter Teresa und Fr. Celest Van Exem (geistiger Direktor von Mutter Teresa) prägten ihn sehr.
Nachdem er 2 Jahre für Mutter Teresa gearbeitet hatte, entschied er sich dazu, sein eigenes Projekt zu starten. 1989 begann er mit seinem eigenen Projekt 30 km südlich von Kalkutta, in einer Gegend, wo es keine medizinische Einrichtung gab und die Menschen keinen Zugang zur Bildung hatten. Die erste medizinische Einrichtung war eine Outdoor-Klinik in Tegharia. Sie bestand aus einer einfachen Bambushütte, in der er täglich 20 Kinder behandelte. Am Anfang bestand das Projekt ausschließlich aus medizinischer Hilfe. Später entwickelte es sich zu einem Zulaufpunkt für alle armen Menschen in der Region, um nicht nur medizinische Hilfe zu bekommen, sondern auch Zugang zu Bildung und wirtschaftlicher und sozialer Unterstützung.

## Örtlichkeit in Kalkutta
Die Zentrale von IIMC ist die Indoor-Klinik in Tegharia, Sonarput, 30 km südöstlich von Kalkutta. Heutzutage bietet sie Platz für 20 Betten auf der Kinderstation, 20 Betten auf der Mutterstation, ein Bildungscenter, eine Frauen-Kooperation und die Mikrokredit-Bank für Frauen. Aber IIMC ist mittlerweile nicht nur in diesem Distrikt tätig, sondern auch in folgenden anderen:
| Lokalisation                       | Zentren |
| ---------------------------------- | --- |
| Tegharia                           | Outdoor Clinic, Indoor Clinic, Hospital, Women Empowerment, Kindertagesstätte, Behindertenheim, Bildungszentrale, Patenschaften, Friedenskonsil, Büro des Direktors |
| Hogolkuria                         | Vorschule, Grund- und weiterführende Schule, Mikrokredite, Outdoor Clinic, Mozzarella-Produktion, Friedenskonsil                                                    |
| Chakberia                          | Grundschule, Outdoor Clinic, Mikrokredite, Friedenskonsil |
| Challapara-Kheadah                 | Grundschule, weiterführende Schule, Outdoor Clinic, Friedenskonsil                                                                                                  |
| Purbajata in Island                | weiterführende Schule, Landwirtschaftsprojekt |
| Ushapara                           | Grundschule und weiterführende, Mikrokredite, Friedenskonsil |
| Hatgacha                           | Grundschule, Mikrokredite, Friedenskonsil |
| Dukherpole                         | Grundschule, Landwirtschaftsprojekt |
| Prasadpur                          | Grundschule, Friedenskonsil |
| Banamalipur                        | Grundschule |
| Dhaki                              | Outdoor Clinic, Indoor Clinic, Mikrokredite, Friedenskonsil |
| Bhadrapra                          | Grundschule, Friedenskonsil |
| Indraprasta                        | Grundschule, Mikrokredite |
| Raghabpur                          | Vorschule, Mikrokredite |
| Kamalgazi                          | Vorschule |
| Chaksalika-Howrah                  | Grundschule, Mikrokredite |
| Nurpur                             | Vorschule, Grundschule |
| Bharpara                           | Vorschule, Friedenskonsil |
| South Kashinagar – J polt Island   | Vorschule, Friedenskonsil |
| Purba Sripatinagar – K polt Island | Vorschule, Friedenskonsil |
| Nagendrapur                        | Vorschule, Friedenskonsil |

## Medizinisches Programm
Am Anfang war Brahmochary der einzige Arzt im Projekt. Heutzutage arbeiten 18 Ärzte mit ihm und insgesamt 141 medizinische Angestellte. Patienten können eine stationäre Behandlung in der Indoor-Klinik, Impfungen und Röntgen, Ultraschall, zahnärztliche Versorgung, augenärztliche Versorgung und pathologische Untersuchungen erhalten. Jedes Jahr versorgt IIMC 120.000 Patienten aus dem gesamten Distrikt und den umliegenden Gegenden. Folgende Liste zeigt den täglichen Zulauf an Patienten zu den einzelnen Outdoor-Kliniken:
| Lokalisation | Öffnungszeiten       | Patientenzahlen pro Tag |
| ------------ | -------------------- | ----------------------- |
| Tegharia     | zweimal in der Woche | 500 – 800               |
| Chakberia    | einmal in der Woche  | 300 – 500               |
| Hogolkuria   | einmal in der Woche  | 150 – 250               |
| Kheyadah     | einmal in der Woche  | 150 – 250               |
| Dhaki        | zweimal in der Woche | 300 – 500               |

## Bildungs- und Patenschaftsprogramm
Nach drei Jahren realisierte Brahmochary, dass die meisten medizinischen Probleme durch mangelnde Bildung verursacht werden. Er bemerkte auch, dass viele Menschen mit denselben Problemen immer wieder kommen, was sich aber durch Bildung und Gesundheitsberatung verhindern ließe. In Indien ist die Analphabetenrate bei 46 % und über 60 % leben in Armut. 30 % sind sogar unter dem Armutslevel (BPL) der WHO. 80 % der Armen haben keinen Zugang zu medizinischer Versorgung.
Um dieses Problem zu lösen, zumindest für den lokalen Bereich, wurde ein Patenschafts-Projekt ins Leben gerufen. Die Idee war, dass zumindest ein Kind aus den armen Familien zur Schule gehen konnte, so dass er oder sie lesen und schreiben lernt und später damit seine/ihre Familie unterstützen kann.
Die Kinder werden von Mitarbeitern ausgesucht. Das Programm startete 1994 mit 10 Kindern. In nur 15 Jahren ist die Anzahl der Patenschaften auf 2.500 gestiegen. Jedes Kind wird von ausländischen Pateneltern aus den Ländern Italien, Belgien, Spanien, England, Japan, Österreich, Schweiz, Niederlande, Dänemark, Schweden, Finnland, Kanada, USA, Australien, Slowenien, Deutschland oder Norwegen unterstützt. Mit dem Geld (20 €/Monat) werden Schulgebühren, Schulmaterial, Schuluniform, Schuhe, Winterkleider, Mittagessen und Nachhilfeunterricht, wenn nötig, finanziert. Die Pateneltern erhalten Informationen über die Familie, die Lebenssituation und ein Foto. Zweimal im Jahr werden Informationen über den Werdegang und den Schulbericht an die Pateneltern gesendet.
Im Rahmen des „Umbrella of Spread Up Education“ (Regenschirm zur Ausdehnung der Bildung) wurden mittlerweile 28 Schulen in den umliegenden Dörfern gebaut. 480 Lehrer sind beim IIMC beschäftigt und unterrichten über 7.000 Schüler. Durch diese Schulen erhofft sich IIMC ein flächendeckendes Angebot an Bildung für so viele Kinder wie möglich. Das Ziel ist es, mindestens 2 neue Schulen pro Jahr zu bauen.

## Gesundheitsprojekt
Das Ziel des Gesundheitsprojektes ist es, das Verständnis für Gesundheit und Hygiene zu verbessern mit dem Hintergedanken, dass aufgeklärte Menschen viele Gesundheitsprobleme selber lösen. Die traditionelle indische Medizin und das traditionelle Verständnis von Gesundheit beinhaltet einige Mythen und manche Praktiken sind eher schädlich als hilfreich. IIMC versucht, die Menschen aufzuklären und Tabus aufzuheben.
Einen großen Part übernimmt dabei der Frauen-Rat, insbesondere durch Unterrichtsstunden zu den Themen Hygiene und Gesundheit.
Bildung für Mütter: Zurzeit werden im Rahmen dieses Programmes neben Hygiene-Unterricht auch Unterricht mit den Themen Ernährung, Familienprobleme, Familienplanung und Gesundheitsprobleme der Frau gegeben.
Auch werden Probleme wie Diskriminierung der Frauen, Minderwertigkeit der Mädchen und die Rechte der Frauen behandelt.
Das Net-Work-Programm: Mit Hilfe dieses Programmes erhofft sich IIMC, das Gesundheitsprogramm weiter auszubreiten, auch in die entlegensten Dörfer West-Bengalens. Dadurch können nun Unterrichtsstunden, Workshops, Seminare und Symposien besser organisiert und mehr Mütter erreicht werden. Mittlerweile arbeitet IIMC mit 40 anderen NGOs in 8 verschiedenen Distrikten von Bengalen zusammen.
Zusätzlich werden Infrastruktur-Projekte zur Verbesserung der Wasserqualität finanziert. Mittlerweile wurden 20 Latrinen und 6 Frischwasser-Brunnen (Pumpen) gebaut.

## Unterstützung der Frau zur Selbstständigkeit
Dieses Projekt soll Hilfe zur Selbsthilfe geben. Frauen haben in der indischen Gesellschaft immer noch sehr wenig Rechte. Ungerechtigkeit, Missachtung der Menschenrechte und Ausbeutung sind immer noch Alltag im Leben einer indischen Frau. Sie wurden systematisch über Jahrhunderte unterdrückt. Daher hat sich IIMC die Unterstützung der Emanzipation als weiteres Ziel gesetzt. Folgende Programme werden mit dieser Zielsetzung verfolgt:
1. Selbstbewusstsein fördern
2. Bildung von Mädchen
3. Mikrokredit-Programm
4. berufliche Ausbildung/Weiterbildung
5. sozialrechtliche Hilfe für Frauen
6. sozial-psychologische Beratung

### Wirtschaftliche Unabhängigkeit der Frauen
Unter diesem Projekt fallen zwei Teilbereiche:
- Matree Udyog (Programm für Mütter von Patenkindern)
- Mahila Udyog (Programm für Frauen aus armen, ländlichen Dörfern)
- Matree Udyog

IIMC glaubt daran, dass auch in den ärmsten Menschen ein Potenzial ist. Wenn dieses Potenzial entdeckt und gefördert wird, kann es dieser Person zur finanziellen und wirtschaftlichen Unabhängigkeit verhelfen. Da die Frauen in den ländlichen Gegenden weder Geld, Mut noch die Bildung haben, zu einer normalen Bank zu gehen, um um einen Kredit oder Bankaccount zu bitten, hat IIMC diese Frauen mit Mikrokrediten unterstützt.
Mittlerweile sind 3.000 Frauen in diesem Programm eingebunden.
- Mahila Udyog

Dieses Programm begann 1999. Es ähnelt dem Programm der Gramin Bank von Bangladesch, bei der Frauen Geld einzahlen können und einen Kredit von 10.000 Rs (ca. 160 €) aufnehmen können. Das Ziel ist es, ebenfalls den Frauen eine wirtschaftliche Unabhängigkeit zu ermöglichen. Mit den Krediten sollen sie ihre Näherei, Weberei, Wäscherei etc. ausbauen. Zurzeit sind 24.000 Frauen aus 243 Dörfern in diesem Projekt involviert und 40 Mio. Rs (ca. 635.000 €) stehen als Kreditdarlehen zur Verfügung. Die Rückzahlung der Kredite beläuft sich auf 98 %.
Die wirtschaftliche Unabhängigkeit ist einer der größten Schritte auf dem Wege zur Emanzipation. IIMC hat eine eigene Weberei, Näherei, Färberei und Wäscherei gegründet, in der die Schultaschen und Schuluniformen sowie Alltagskleidung hergestellt werden. Zusätzlich besteht eine Molkerei.

### Bildung der Mädchen
IIMC hat schon immer die Bildung der Mädchen als sehr wichtig empfunden. Daher werden möglichst viele Mädchen an Pateneltern in aller Welt zu vermitteln versucht.

### Berufliche Aus- und Weiterbildung der Frauen
Darunter fallen:
- Nähkurse
- Webkurse
- Strickkurse
- Herstellung von Schultaschen, -uniformen
- Leitung eines kleinen Ladens

39 Frauen arbeiten in diesen Projekten.

### Frauen-Rat (Women Peace Council)
Dieses Programm startete 2008 und zielt daraufhin ab, dass Frauen mehr beteiligt werden an Entscheidungen in der Dorfgemeinschaft und dass eine friedlichere Atmosphäre in der Dorfgemeinschaft entsteht.
Der Rat trifft sich werktags täglich für 2 Stunden, um verschiedene lokale Probleme zu diskutieren. Sie besuchen auch Familien, die Probleme haben, und arbeiten mit den Menschen vor Ort zusammen, um diese Probleme zu lösen. Dieses Programm hilft außerdem, das Selbstbewusstsein der Frauen zu fördern. Derzeit gibt es 71 Frauen-Rats-Gruppen.

## Kindertagesstätte und Behindertenheim
Es gibt viele Frauen, die den ganzen Tag in Fabriken oder in der Landwirtschaft arbeiten. Die meisten von ihnen haben keine Bildung, verrichten einfache Arbeiten und wissen nicht, dass Bildung das Wichtigste für ihre Kinder ist. Viele Kinder werden dadurch Opfer von Kinderarbeit und Ausbeutung. Bereits im Alter von 5 Jahren fangen sie an zu arbeiten, anstatt zur Schule zu gehen. Um dieses Problem zu bekämpfen, hat IIMC eine Kindertagesstätte eingerichtet. So können die Mütter wenigstens eines ihrer zwei- bis fünfjährigen Kinder kostenlos in der Kindertagesstätte abgeben, um das sich dann solange die Mutter arbeitet gekümmert wird.
Eine ganz schlechte Position haben Kinder mit Behinderungen, die oft sogar aus der Familie verstoßen werden. Sie werden im Behindertenheim bei IIMC aufgenommen. Derzeit werden 25 Kinder versorgt.

## Outdoor Clinic in Dhaki
Dhaki liegt 110 km südlich von Kalkutta. Auch dort hat IIMC ein System von medizinischer Basisversorgung, Mikrokrediten und Bildung aufgebaut. Bevor IIMC dort anfingen, war das nächste Gesundheitszentrum 30 km entfernt und die meisten Menschen konnten sich keinen Arzt leisten. Schwangere Frauen konnten sich keine Vorsorge oder beaufsichtigte Entbindung leisten und brachten ihre Kinder meist zuhause in ihren Hütten zur Welt. Die Kinder litten unter Unterernährung, Wurmerkrankungen und Hautinfektionen.
2003 baute IIMC seine Mission nach Dhaki aus und gründete 2006 dort das Frauen-Gesundheits-Zentrum. Auch hat IIMC ein Ambulanz-Boot finanziert.

## Landwirtschafts-Projekt
Unter diesem Programm laufen 3 Projekte:
1. Dukherpole Projekt
2. Purjata Projekt
3. Dhaki Projekt

Dukherpole Projekt:
Dieses Projekt ist das allererste Landwirtschafts-Projekt von IIMC. Es beinhaltet:
Bewirtschaftung von Farmland, dass IIMC gekauft hat
Bereitstellung von Wasser für arme Bauernfamilien
Ausbau der Fischzucht in Wasserbecken, die IIMC gebaut hat
Purjata-Projekt:
In dieser Gegend leben 80 % von der Landwirtschaft und 10 % von der Fischzucht. Mehr als 60 % leben unter der Armutsgrenze. Das Projekt beinhaltet:
Bewirtschaftung von Farmland, dass IIMC gekauft hat
Ausbau der Fischzucht in Wasserbecken, die IIMC gebaut hat
Dhaki Projekt:
Dieses Projekt dient ebenfalls zum Ausbau und zur effizienteren Bewirtschaftung der Felder.

## Finanzierung
IIMC finanziert sich hauptsächlich durch Spenden und die meisten Spenden kommen von Privatpersonen. Die Spendengelder kommen aus aller Welt.
Mehr und mehr versucht IIMC auch selbst Geld zu verdienen durch die Molkerei mit Mozzarella-Herstellung, die Weberei, Näherei, Wäscherei oder Färberei.

### Milch- und Mozzarella-Produktion
Die italienische Geschäftsfrau Annamaria aus Rom sandte einen Techniker und Trainer und so wurden zwei Jungen bei IIMC ausgebildet.
Seitdem ist es ein Teil des Mikrokredit-Systems. Über 100 Frauen, die eine Kuh besitzen, verkaufen täglich die Milch an IIMC zu fairen und festen Preisen. IIMC stellt daraus Mozzarella her und verkauft es an Restaurants. IIMC zahlt den Frauen 18 Rs (ca. 0,29 €), obwohl der Marktpreis bei 15–16 Rs liegt. Aus 10 Litern Milch wird 1 Kilo Mozzarella hergestellt.

### Kuh- und Ziegeprojekt
Seit 2013 werden Frauen Kühe oder Ziegen finanziert durch Privatspenden, zumeist aus dem Ausland. Für umgerechnet 80 Euro wird ein Tier finanziert. Über die erzeugte Milch können die Frazen frei verwalten. Ein Anschluss an die institutseigene Molkerei ist möglich. Das erste weibliche Kalb oder Ziegenkitz muss an das IIMC zurückgegeben werden. Derzeit sind 37 Kühe und 3 Ziegen so finanziert worden.

### Verwaltung
Über 800 Ehrenamtliche arbeiten in den Schulen, in der Kindertagesstätte, in der Weberei, Näherei, Wäscherei oder Färberei.

Managementstruktur des Projekts „Institute for the Indian Mother and Child“

### IIMC – Gramin Mother Bank
Die Gramin Bank wurde gegründet, um auch den sozialen und nicht nur den finanziellen Aspekt des Kredits zu beachten. Sie verlangt keine Sicherheitsbeweise, bevor sie einen Kredit ausgibt, denn der Kredit wird an eine Gruppe von Frauen ausgegeben, die gegenseitig darauf achten, dass das Geld zurückgezahlt wird. Es ist Pflicht, den vollen Betrag des Kredites zurückzuzahlen. Die Rücklaufraten liegen bei 98 Prozent.
IIMC hat diese Idee übernommen und bereits gute Erfolge verzeichnet.

## Legaler Status
Das Projekt ist offiziell registriert:
- Registered under Public trust Act.
- Registered under Foreign Contribution Regulation Act.
- Registered under Section 80-G of Income Tax Act.
- Registered under 12-A of Income Tax Act.